# Zonde voor God
Zonde voor God is een hoorspel naar het toneelstuk Bereshit (1962, in het Engels vertaald als The First Sin) van Aharon Megged. Het werd vertaald door Coert Poort en de NCRV zond het uit op maandag 10 november 1975, van 22:45 uur tot 23:30 uur. De regisseur was Johan Wolder.

## Rolbezetting
- Rogine Burggraaf (kind)
- Hans Hoekman (Adam)
- Els Buitendijk (Eva)
- Paul van der Lek (landheer)
- Reinier Heidemann (slang)

## Inhoud
Het toneelstuk gaat over de zondeval in het paradijs. Alle ingrediënten zijn aanwezig: Adam, Eva, de slang, de appel en uiteraard God, die in dit spel “landheer” heet. Eva verveelt zich. Ze vindt het maar een tamme boel in het paradijs. Ze tracht Adam op te zetten tegen de landheer. Adam verwijt haar dat ze niet dankbaar is voor het leven dat hij hun heeft gegeven. “Voor het leven dat hij ons heeft gegeven ?” valt ze uit. “Noem jij dit leven? Acht dagen zijn we hier nu geweest, samen, en wat hebben we gedaan? Helemaal niks. De ene dag is net als de andere… Ik ken ze niet eens uit elkaar.” De landheer geeft Adam de raad hardhandig tegen Eva op te treden. “Schreeuw als het moet. Leg haar jouw wil op. Geef haar bevelen.” Het eind van het liedje is bekend: het loopt slecht af in het paradijs. Ze eten toch van de verboden vruchten en worden verdreven. De slang verwijt de mislukking aan de landheer: “U had ze die vruchten niet moeten verbieden, dan waren ze ook niet in de verleiding gekomen.” De landheer antwoordt: “Als je echt de waarheid wil weten: dat genoegen wilde ik ze ook laten smaken. Ik speelde nog met de hoop dat ze weerstand zouden bieden.” “En als ze dat gedaan hadden?” vraagt de slang. “Dan zouden ze hier voorgoed gebleven zijn,” is zijn antwoord…